# Cycloramphus bolitoglossus
Cycloramphus bolitoglossus är en groddjursart som först beskrevs av Werner 1897.  Cycloramphus bolitoglossus ingår i släktet Cycloramphus och familjen Cycloramphidae. IUCN kategoriserar arten globalt som otillräckligt studerad. Inga underarter finns listade i Catalogue of Life.